# Franziskanerstraße 19 (Mönchengladbach)

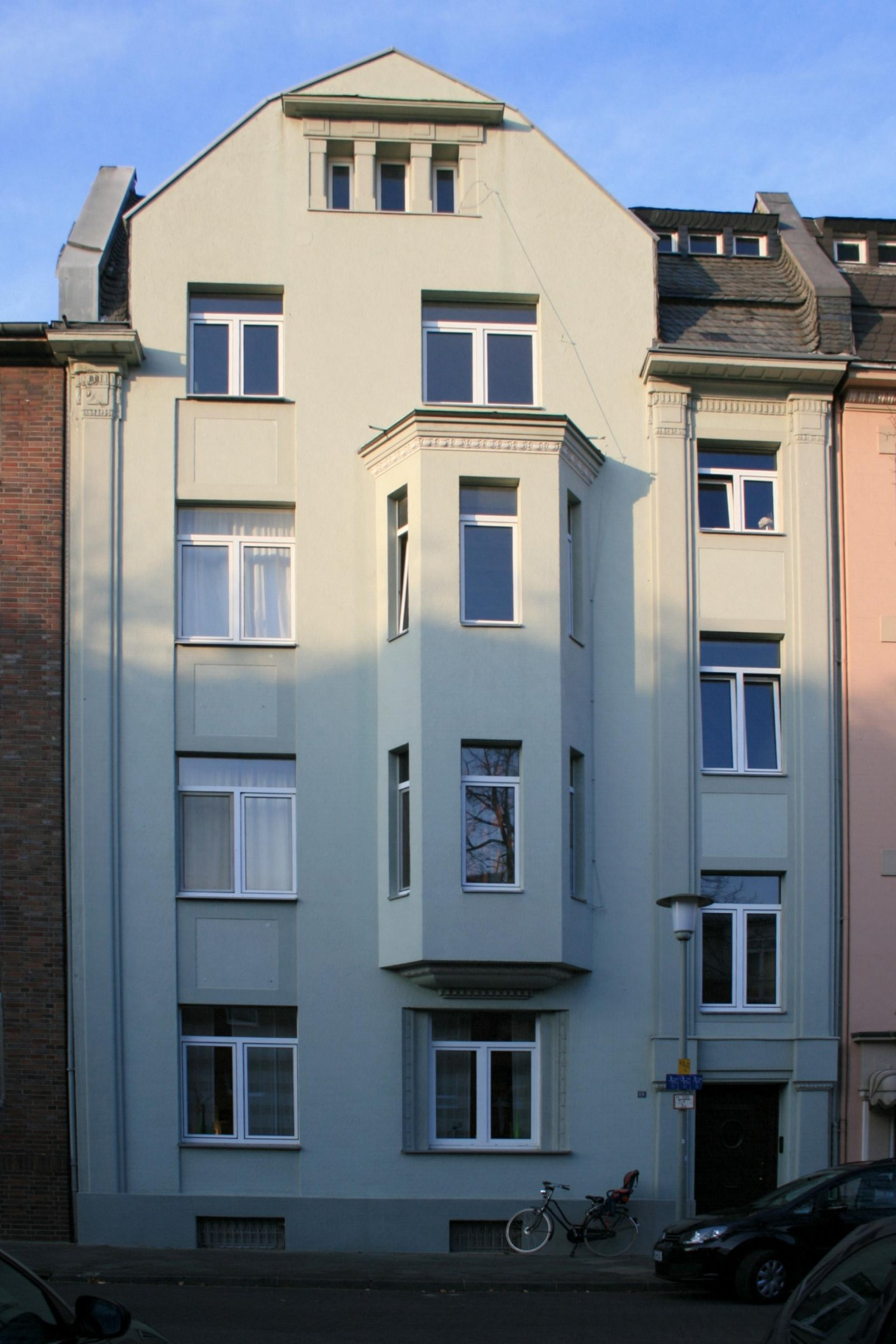
Wohnhaus (2011)

Das Wohnhaus Franziskanerstraße 19 steht im Stadtteil Windberg in Mönchengladbach (Nordrhein-Westfalen).
Das Gebäude wurde Anfang des 20. Jahrhunderts erbaut. Es ist unter Nr. F 035 am 1. August 2011 in die Denkmalliste der Stadt Mönchengladbach eingetragen worden.

## Architektur
Das Gebäude liegt auf der nördlichen Seite der Franziskanerstraße schräg gegenüber dem ehemaligen Garten des Franziskanerklosters.
Es handelt sich um ein dreigeschossiges, traufständiges, verputztes Gebäude unter steilem, mit Schiefer gedecktem Mansarddach. Flach abgesetzter Sockel, die Fassade ist glatt verputzt und wird an den Außenkanten durch flache, zweifach gestufte Lisenen gerahmt, die unter der Traufe in Kapitelle – in der rechten Hausachse mit einem abschließenden Fries – übergehen.
Der von Lisenen gerahmte Hauszugang mit schwerem Architrav leitet in die von Lisenen gerahmte Hausachse über, die die in der Höhe versetzten Treppenhausfenster aufnimmt. Die linke Hausachse zeigt großflächige Fensteröffnungen, deren Brüstungen – ebenso wie in der rechten Hausachse – leicht zurückversetzt liegen und durch die von Putzbändern gefassten Spiegel betont sind. Die mittlere Hausachse besitzt im Erdgeschoss ein durch vertikale Putzleisten gerahmtes Fenster. Im ersten und zweiten Obergeschoss kragt ein dreiseitiger Erker mit schmalen Hochrechteckfenstern unter mehrteiligem Gesims vor. Das Mansardgeschoss wird betont von zwei Fenstern. Darüber ist im gebrochenen Zwerchgiebel ein dreiteiliges, von Lisenen gerahmtes Dachgeschossfenster unter stark betonten Architrav und schmal vortretender Verdachung angeordnet.
Seitliche Brandgiebel rahmen die Dachfläche, die im Dachgeschossbereich durch eine Gaube mit drei liegenden Fenstern zusätzlich belichtet wird. Die Gartenseite des Haupthauses ist glatt verputzt. Über eine Einschnürung schließt sich ein dreigeschossiger Anbau an, der mit Faserzementplatten verkleidet ist. In den beiden Obergeschossen sind dem Anbaugiebel Balkone vorgestellt. Das Mansardgeschoss des Vorderhauses wird durch Gauben belichtet. Das Innere überzeugt – mehr als das schlichte äußere Erscheinungsbild – mit Marmorbelägen im Eingangsbereich des Erdgeschosses, einem kompletten Holztreppenhaus mit Antrittsbaluster und durchlaufendem Geländer, Holzverblendung, den historischen Wohnungsabschlusstüren und -innentüren. Die Grundrisse sind original erhalten.
Das Wohnhaus entstand im frühen 20. Jahrhundert im Stadterweiterungsgebiet zwischen der Altstadt und dem Bunten Garten. Bauakten der Erbauungszeit liegen aufgrund kriegsbedingter Verluste nicht mehr vor.
Das Wohnhaus ist weitgehend erhalten. Die Fenster wurden unter Missachtung der historischen Formate, Teilungen und Öffnungsarten modern erneuert.
Das Gebäude dokumentiert in einer Gruppe ähnlicher Wohnbauten den Stadtausbau im nördlichen Stadterweiterungsgebiet zwischen der Viersener Straße und dem Bunten Garten zu Beginn des 20. Jahrhunderts. Das Objekt ist bedeutend für die Geschichte des Menschen und für Städte und Siedlungen. An seiner Erhaltung und Nutzung besteht ein öffentliches Interesse aus wissenschaftlichen, insbesondere architekturgeschichtlichen, und städtebaulichen Gründen.